# محمد رشيد (سياسي عثماني)
محمد رشيد (بالتركية: Mehmet Reşit Şahingiray)‏؛ 8 فبراير 1873 - 6 فبراير 1919) كان طبيبًا عثمانيًا ومسؤولًا في جمعية الاتحاد والترقي وحاكم ولاية ديار بكر العثمانية خلال الحرب العالمية الأولى. هو سيئ السمعة بسبب تنظيمه تدمير المجتمعات الأرمنية والآشورية واليونانية في ديار بكر في زمن الحرب. وعرف باسم «جزار ديار بكر». وفقًا للمؤرخ هانز لوكاس كيزر، فإن رشيد «يُنظر إليه على أنه وطني وشهيد في اللغة التركية القومية الرسمية» مع كونه أحد أسوأ الجناة.

## السيرة الشخصية
ولد رشيد في 8 فبراير 1873 لعائلة شركسية. وبسبب تزايد الاضطهاد الروسي، فقد غادر مع عائلته إلى الدولة العثمانية في عام 1874.
لقد التحق بالمدرسة العسكرية الإمبراطورية للطب في العاصمة درسادت، وكان أحد مؤسسي جمعية الاتحاد والترقي. وفي عام 1894، عمل كمساعد للبروفيسور الألماني دورينج باشا في مستشفى حيدر باشا. وعندما اكتشفت الشرطة صلاته بالجمعية في عام 1897، تم نفيه إلى ليبيا حيث عمل طبيبًا في طرابلس حتى عام 1908. وعندما عاد إلى القسطنطينية (إسطنبول اليوم) وترقيته إلى رتبة رائد، عمل كطبيب عسكري لعدة أشهر لكنه استقال من منصبه في الجيش العثماني في العام التالي في 20 أغسطس 1909. ثم تابع مهنة في إدارة الدولة في 9 أكتوبر 1909 جعلته قائم مقام إلى İstanköy وفي فبراير 1910 تمت ترقيته إلى متصرف في حمص، وطرابلس، حيث عمل حتى إقالته في يونيو 1911. قادته مسيرته المهنية من طرابلس بصفته متصرف إلى كوزان ولازيستان وبنو قرا صي قبل أن يُسمى حاكم ديار بكر في 13 أغسطس 1914.

### محافظة ديار بكر
على مر السنين، أصبح رشيد متطرفًا بشكل متزايد وبحلول عام 1914 كان مقتنعًا بأن مسيحيي الدولة العثمانية هم المسؤولون عن مشاكلها الاقتصادية. خلال فترة توليه منصب حاكم منطقة كاريسي، نظّم الترحيل القسري لليونانيين العثمانيين في بحر إيجة، والذين لم يعد يعتبرهم مواطنين مخلصين للدولة. أيّد وزير الداخلية العثماني طلعت باشا هذه السياسة.
في عام 1914، دخلت الدولة العثمانية الحرب العالمية الأولى إلى جانب قوى المركز واندلع القتال على الحدود ضد روسيا. وفي ربيع عام 1915، تقدم الروس بنجاح إلى الأراضي العثمانية وكان الزحف السريع لجيشهم نحو ديار بكر قد أكّد، وفقًا للمؤرخ أوغور أنجور، «خوف رشيد المروع من الروس وتصوراته عن جميع الأرمن على أنهم جواسيس روس». قبل الحرب، لعبت المنافسة الاقتصادية والسياسية بين النخبة الحضرية الإسلامية والمسيحية دورًا مهمًا في أعمال العنف.
تجلت كراهيته الشديدة لأرمن الدولة في عمليات القتل الجماعي للأرمن والآشوريين التي نظّمها في محافظة ديار بكر بعد توليه منصب الحاكم في 25 مارس 1915، في ذروة الحرب العالمية الأولى. لقد أقنع رشيد نفسه أن السكان الأرمن الأصليون يتآمرون ضد الدولة العثمانية ولذلك فقد وضع خططًا لـ«حل المسألة الأرمنية». روى رشيد في مذكراته:
وعلى مدى الشهرين التاليين، تم استهداف الأرمن والآشوريين في المحافظة في حملة إبادة وحشية وتم القضاء عليهم من خلال المذابح والترحيل بالجملة. لقد أنشأ «لجنة تحقيق» بهدف حل «المسألة الأرمنية». ووفقًا للضابط والمرتزق الفنزويلي رافائيل دي نوغالس منديز، الذي زار المنطقة في يونيو 1915، فقد تلقى رشيد حينها برقية من ثلاث كلمات من طلعت باشا هي «احرق-دمر-اقتل»، وهو أمر تم الاستشهاد به كموافقة حكومية رسمية على عمليات اضطهاده السكان المسيحيين. يقال إنه أحرق 800 طفل آشوري أحياء بنفسه بعد أن حاصرهم في مبنى. يُشتبه في اغتيال نسيمي بك وثابت بك، محافظا منطقتي Lice و Sabit على التوالي، بموجب أوامر صريحة من رشيد لمعارضتهما عمليات القتل. وفي أي مكان وصله رشيد، فقد قُتل أو تم ترحيل ما بين 144 ألف و157 ألفًا من الأرمن والآشوريين ومسيحيين آخرين، أو 87 إلى 95% من السكان المسيحيين في المحافظة، خلال فترته كحاكم لديار بكر.
عندما سأله الأمين العام لجمعية الاتحاد والترقي مدحت أوكرو بليدا في وقت لاحق كيف أنه، كطبيب، كان لديه قلب لقتل الكثير من الناس، أجاب:
عندما سأله بليدا كيف يمكن أن يتذكره التاريخ، أجاب رشيد ببساطة، «دع الدول الأخرى تكتب عني مهما كان التاريخ الذي تريده، لا أهتم كثيرًا».

### السنوات الأخيرة
من الناحية النظرية، كانت معظم المجوهرات والممتلكات التي صادرها رشيد من الأرمن، سيتم إرسالها إلى خزانة الحكومة المركزية. أدى قلق طلعت باشا على هذه الأشياء الثمينة إلى التحقيق في رشيد بتهمة الاختلاس، ووجد أنه جمع ثروة شخصية من القتل. لقد شهد طبيب يدعى Hyacinth Fardjalian: «رأيت بنفسي وصول رشيد بك إلى حلب بواسطة قطار متجه إلى القسطنطينية ومعه 43 صندوقًا من المجوهرات وحقيبتين من الأحجار الكريمة». عقب ذلك، تم نقله إلى ولاية أنقرة حيث تم تعيينه حاكمًا جديدًا بين مارس 1916 و1917. وفي هذا الوقت اشترى قصرًا على مضيق البوسفور بالمال الذي سرقه من القتلى الأرمن. وعندما علم طلعت بذلك، أعفى رشيد من منصبه. علق سليمان نظيف قائلًا: «رفض طلعت باشا رشيد باعتباره لصًا، بينما كان يعشقه كقاتل».
ثم عاد إلى إسطنبول وبدأ نشاطًا تجاريًا في استيراد العطور. وفي 5 نوفمبر 1918، وبعد أقل من أسبوع بقليل من استسلام العثمانيين للحلفاء، تم القبض على رشيد وإرساله إلى سجن بكيراغا في القسطنطينية. تم الكشف عن دوره في المذابح في صحافة القسطنطينية، رغم أنه استمر في إنكار أفعاله وارتكابه جريمة. تمكن رشيد من الفرار من السجن في يناير 1919، ولكن عندما حاصرته السلطات الحكومية انتحر بإطلاق النار على رأسه.

## الإرث
ومع دوره في تدمير المجتمعات المسيحية في ديار بكر، فقد احتضنت سلطات جمهورية تركيا المنشأة حديثًا رشيد. وفي أنقرة، تم تسمية شارع باسمه على شرفه. رأت وزارة الاقتصاد أن زوجته مظلوم هانم قد حظيت بالرعاية المناسبة وفي عام 1928 منحت لها متاجر كانت في السابق مملوكة للأرمن المرحلين للمساعدة في دعم رزقها. كما مُنحت عائلة رشيد منزلين، وفي مرسوم 1930 وقعه الرئيس مصطفى كمال وأعضاء آخرون في مجلس الوزراء، تم تخصيص المزيد من الممتلكات الأرمينية.

## فهرس
- Akçam، Taner (2012)، The Young Turks' Crime Against Humanity: The Armenian Genocide and Ethnic Cleansing in the Ottoman Empire، Princeton: دار نشر جامعة برنستون، ISBN:0-6911-5333-7.
- Gaunt، David (2006)، "Death's End, 1915: The General Massacres of Christians in Diarbekir"، في ريتشارد هوفانيسيان (المحرر)، Armenian Tigranakert/Diarbekir and Edessa/Urfa، UCLA Armenian History and Culture Series: Historic Armenian Cities and Provinces, 6، Costa Mesa, CA: Mazda Publishers.
- Howard، Douglas A. (2017). A History of the Ottoman Empire. Cambridge University Press. ISBN:978-1108107471.
- Kieser، Hans-Lukas (2011)، "From 'Patriotism' to Mass Murder: Dr. Mehmed Reşid (1873-1919)"، في Ronald Grigor Suny and Fatma Müge Göçek (المحرر)، A Question of Genocide: Armenians and Turks at the End of the Ottoman Empire، Oxford: Oxford University Press.
- De Nogales، Rafael (1926)، Four Years Beneath the Crescent، New York, London: C. Scribner's Sons.
- Üngör، Uğur (2005)، CUP Rule in Diyarbekir Province, 1913-1923 (PDF)، University of Amsterdam, Master's Thesis، مؤرشف من الأصل (PDF) في 2012-03-21.
- Üngör، Uğur (2011)، The Making of Modern Turkey: Nation and State in Eastern Anatolia, 1913-1950، Oxford: Oxford University Press، ISBN:0-19-960360-X.
- Üngör، Uğur؛ Polatel، Mehmet (2011)، Confiscation and Destruction: The Young Turk Seizure of Armenian Property، London: Continuum International.